# 潘通 (卢戈省)
潘通，是西班牙加利西亚自治区卢戈省的一个市镇。 总面积143平方公里，总人口3341人（2001年），人口密度23人/平方公里。